# Robert Zander (Fußballspieler)
Adolf Robert Zander (* 18. September 1895 in Luleå; † 29. Juni 1966 in Göteborg) war ein schwedischer Fußballspieler.
Zander hütete in den 1920er Jahren das Tor von Örgryte IS. Zudem stand er 20 Mal im Tor der schwedischen Nationalmannschaft. Er nahm mit der Auswahl an den Olympischen Spielen 1920 und 1924 teil. Während er beim ersten Turnier noch auf dem Platz stand, musste er vier Jahre später Sigge Lindberg von Helsingborgs IF den Vortritt lassen.